# Ylenja Lucaselli
Ylenja Lucaselli é uma política e advogada italiana. Ela foi eleita deputada ao Parlamento da Itália nas eleições legislativas italianas de 2018 para a Legislatura XVIII.

## Carreira
Lucaselli nasceu em 22 de abril de 1976, em Taranto. Ela frequentou a Universidade de Modena e Reggio Emilia.
Foi eleita para o Parlamento Italiano nas eleições legislativas italianas de 2018, para representar o distrito de Emilia-Romagna pelos Irmãos da Itália.